# Françoise David
Françoise David (Montréal, 1948) è una politica canadese, attivista femminista, fondatrice del movimento femminista Option citoyenne e suo portavoce fino alla fusione di questo nel 2006 con l'Union des forces progressistes nel partito indipendentista quebecchese di sinistra Québec solidaire (QS).
Di QS non solo è uno dei due portavoce (insieme ad Amir Khadir) fin dalla fondazione, ma è anche a presidente del partito.
Alle elezioni del 2012 è stata eletta deputata all'Assemblea Nazionale del Québec, nella circoscrizione di Gouin.